# Eliana (álbum de 1995)
Eliana  é o terceiro álbum de estúdio da cantora e apresentadora brasileira homônima, lançado em 1995 pelas gravadoras BMG e RCA (atual Sony Music Brasil). O álbum é conhecido por suas mensagens educativas, com canções que ensinam o alfabeto, promovem a consciência ecológica e listam os animais do zoológico. A direção artística é de Sérgio de Carvalho, enquanto João Plinta foi o produtor musical.
Comercialmente, foi bem recebido, com mais de 250 mil cópias vendidas no Brasil e foi certificado como disco de platina pela Associação Brasileira dos Produtores de Discos (ABPD).

## Bastidores e conteúdo
Em 3 de maio de 1995, o jornalista Ferreira Netto informou em sua coluna no jornal Tribuna da Imprensa que o novo álbum de Eliana estava prestes a ser lançado. Segundo ele, além das gravações inéditas, Elifas Andreato, um renomado artista do mercado infantil, seria o responsável pela criação da capa.
O álbum possui várias mensagens educativas, com canções que ensinam o alfabeto ("ABC"), promovem a consciência ecológica ("Jacaré Legal") e listam os animais do zoológico ("A Arca de Noé"). Além disso, Eliana gravou um pot-pourri com canções tradicionais de festa junina. Segundo o jornal O Fluminense, a proposta da cantora é educar divertindo, e ela consegue alcançar esse objetivo.
Como presente para os fãs, o álbum inclui adesivos descartáveis, um pôster de Eliana e ilustrações para cada uma das 15 faixas.

### Canções
Uma das músicas presentes é uma versão cover da canção "Ursinho Pimpão", sucesso do grupo infantil Turma do Balão Mágico, lançada como uma das faixas do álbum autointitulado do grupo de 1983, sendo um dos maiores sucessos de sua carreira. A música é uma versão em português de "Mi Osito Pelón" incluída na trilha sonora do filme espanhol Chispita y sus gorilas, de 1982, dirigido por Luis María Delgado.

## Lançamento
O álbum foi lançado originalmente em três formatos: Disco de vinil (LP), Fita cassete (K7), e Compact disc (CD).

## Desempenho comercial
Comercialmente, tornou-se mais um sucesso na carreira fonográfica da artista. Da mesma forma que seus dois primeiros álbuns, vendeu mais de 250 mil cópias no Brasil. A Associação Brasileira dos Produtores de Discos (ABPD) o certificou como disco de platina após audição das vendas levadas as lojas.

## Lista de faixas
- Créditos adaptados do encarte do CD Eliana, de 1995.[2]

| N.º            | Título                                                      | Compositor(es)                                              | Duração |  |
| 1.             | "Olha o Passarinho"                                         | Cláudio Fontana, João Plinta, Marcele Fontana               | 3:24    |  |
| 2.             | "Ursinho Pimpão"                                            | T. Landa, T. Cruz, Edgard Poças                             | 3:20    |  |
| 3.             | "Come Que A Mamãe Fica Contente"                            | Cláudio Fontana                                             | 3:07    |  |
| 4.             | "A Arca de Noé"                                             | Cláudio Fontana                                             | 2:48    |  |
| 5.             | "Rock do Ratinho"                                           | Antônio Luiz, Billy                                         | 2:59    |  |
| 6.             | "O Circo (Chegou O Circo)"                                  | Paulo César Barros, Carlos Pedro, Gene Araújo               | 3:15    |  |
| 7.             | "Jacaré Legal"                                              | Waldir Luz, Greyce                                          | 2:59    |  |
| 8.             | "Obrigada Deusão"                                           | Bell, João Walter Plinta, Valdir Luz                        | 2:13    |  |
| 9.             | "A Carrocinha/Agá-Agá/Ordem"                                | João Carlos, Renata Spina                                   | 2:17    |  |
| 10.            | "Minhoquinha/Melocoton/Bom Dia & Cia"                       | Roberto Lazzarini,Bento José, João Walter Plinta            | 2:38    |  |
| 11.            | "A.B.C/Coelhinho/O Programa Acabou"                         | Roberto Lazzarini, João Walter Plinta, Marcos, Milton Neves | 2:45    |  |
| 12.            | "Borboletinha/A Cobrinha/O Jacaré"                          | Dionne, Roberttinho, Celina Santana, Newton Helinton        | 3:12    |  |
| 13.            | "Mestre André/Papagaio Loro/Motorista/Estória Dos Palhaços" | Dionne, Roberttinho, João Walter Plinta, Delber             | 4:06    |  |
| 14.            | "A Nossa Escolinha"                                         | Delber                                                      | 2:52    |  |
| 15.            | "Pula A Fogueira/O Baltão Tá Subindo/Cai, Cai Balão"        | Dionne, Roberttinho                                         | 2:28    |  |
| Duração total: | Duração total:                                              | Duração total:                                              | 44:23   |  |

## Certificações e vendas
| Região                                              | Certificação | Vendas   |
| --------------------------------------------------- | ------------ | -------- |
| Brasil (Pro-Música Brasil)                          | Platina      | 250,000* |
| *números de vendas baseados somente na certificação |              |          |

## Ligações Externas
- Eliana 1995 no iTunes